# André Lebon (cameraman)
Pour les articles homonymes, voir André Lebon.
André Lebon est un cinéaste, reporter cameraman et chef-opérateur français, né en 1923 à Bonn en Allemagne, et mort le 14 mai 1987 en France.

## Biographie
André Lebon travaille dans l’industrie cinématographique de la fin de la Seconde Guerre mondiale à 1952.
Pendant la guerre d’Indochine, il est opérateur du Service cinématographique de l’armée (SCA) du corps expéditionnaire français en Extrême-Orient aux côtés de Pierre Schoendorffer.
Le 14 mars 1954, il est parachuté sur Diên Biên Phu avec le photographe Raymond Martinoff. Tous deux sautent sur une mine au point d’appui Anne-Marie. Martinoff est tué sur le coup, Lebon est blessé à la jambe droite et amputé sur place avant d’être évacué,.
Pendant les douze années suivantes, il réalise des reportages pour Gaumont Actualités en Asie du Sud-Est, en Chine populaire et au Viêt Nam.
Entre 1966 et 1970, il est reporter pour le compte de chaînes de télévision allemandes et américaines. En 1971, il devient chef-opérateur des établissements cinématographique et photographique des armées jusqu’à sa retraite.
André Lebon meurt le 14 mai 1987 et est inhumé à Châtenay-Malabry.

## Distinctions
- Médaille militaire
- Croix de guerre des Théâtres d'opérations extérieurs à titre civil.

## Ouvrage
- André Lebon, L’Asiate, Paris, Albin Michel, 1974, 256 p. (ISBN 9782226000903)[6]

## Documentaire
- Les Yeux brûlés, film documentaire français réalisé par Laurent Roth en 1986, sorti en 2015. Film de commande de l'ECPAD, il met en scène Mireille Perrier qui s'entretient, autour de la mémoire de Jean Péraud, avec des reporters de guerre du XXe siècle (par ordre d'apparition : André Lebon, Daniel Camus, Pierre Ferrari, Raoul Coutard, Marc Flament, Pierre Schoendoerffer) sur la nature de leur travail et leur rôle dans la production des images de guerre ainsi que de leur place au front.